# Mussey-sur-Marne
Mussey-sur-Marne je francouzská obec v departementu Haute-Marne v regionu Grand Est. V roce 2012 zde žilo 352 obyvatel.

## Poloha obce
Sousední obce jsou: Blécourt, Donjeux, Fronville, Rouvroy-sur-Marne a Saint-Urbain-Maconcourt.

## Vývoj počtu obyvatel
Počet obyvatel